# Evangelische Kirche (Burkhardsfelden)

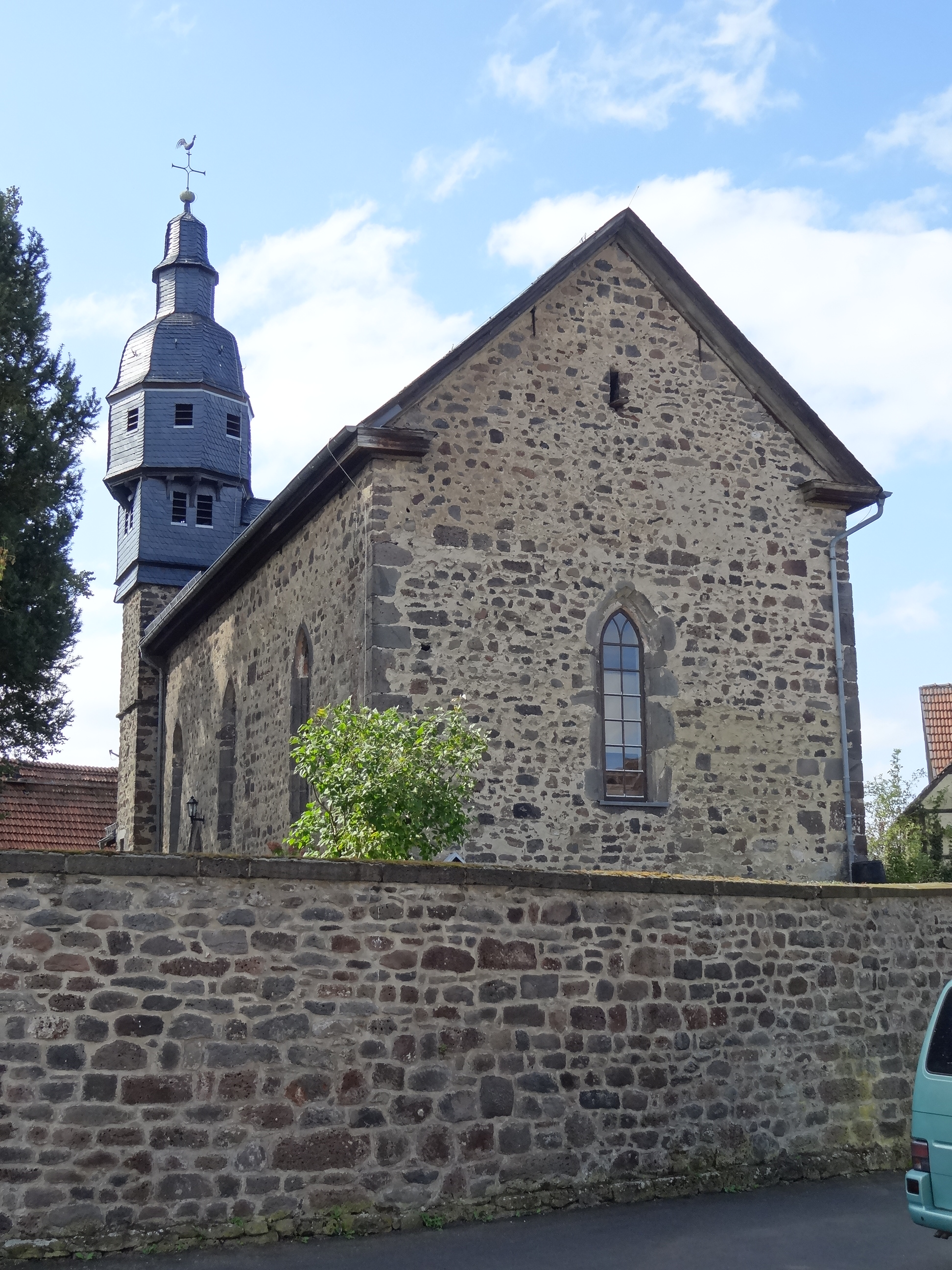
Kirche von Osten

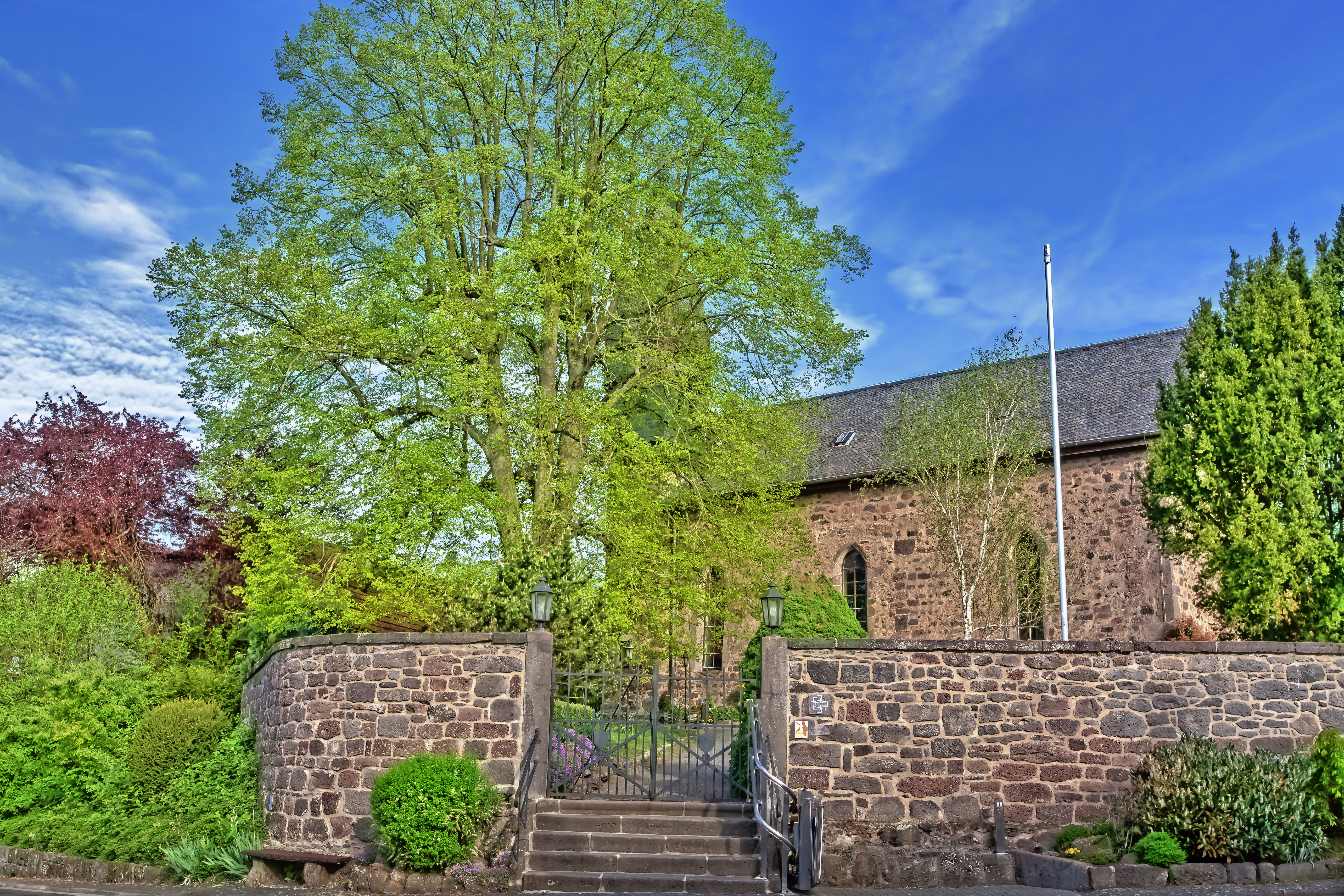
Pforte zur Kirche von Südosten

Die Evangelische Kirche in Burkhardsfelden, einem Ortsteil von Reiskirchen (Hessen), ist eine Saalkirche aus der ersten Hälfte des 13. Jahrhunderts. Das hessische Kulturdenkmal aus der Romanik wurde mehrfach umgebaut und erhielt 1638 einen kleinen pfeilerartigen Turm im Südwesten mit dreigeschossigem geschweiftem Helmaufbau.

## Geschichte

Turmhelm von Westen

Urkundlich wird eine Kapelle im Jahr 1238 erstmals erwähnt, als Rudolf von Burkhardsfelden gegenüber dem Kloster Arnsburg sein Patronatsrecht erstritt. Spätestens 1293 war die Kirche zur eigenständigen Pfarrei erhoben worden. Sie wurde in diesem Zuge nach Westen erweitert. Im 15. Jahrhundert war der Ort dem Sendbezirk Winnerod und damit dem Archidiakonat St. Stephan im Bistum Mainz zugeordnet. Mit der Reformation wechselte die Kirchengemeinde zum evangelischen Bekenntnis und war von 1577 bis 1638 Filial von Großen-Buseck.
Ein Umbau erfolgte 1638, bei dem die Gewölbe entfernt und eine Empore eingebaut wurden. Im Südwesten wurde wahrscheinlich in dieser Zeit ein Turm angebaut. Die Kirche wurde 1638 wiederum zur selbstständigen Pfarrei erhoben und war von 1698 bis 1718 pfarramtlich mit Albach verbunden. Nachdem sie von 1718 bis 1742 von Rödgen versorgt worden war, stand sie ab 1742 wieder im Filialverhältnis zu Großen-Buseck und ab 1838 von Reiskirchen, mit dem sie im Jahr 1900 uniert wurde.
Das Schiff wurde 1885/1886 umfassend umgebaut, als die Mauern um einen Meter erhöht, das Dach abgeflacht und die Emporen zweigeschossig erweitert wurden. Zudem wurde eine Orgel eingebaut. Die spätgotischen Fenster verloren ihr Maßwerk. Ein Blitzschlag am 16. Juli 1924 beschädigte das Gebäude. Eine Innenrenovierung erfolgte von 1993 bis 1995.
Burkhardsfelden ist seit 1981 mit der Kirchengemeinde Lindenstruth pfarramtlich verbunden; alle gehören zum Dekanat Gießener Land in der Propstei Oberhessen der Evangelischen Kirche in Hessen und Nassau.

## Architektur

Schlitzfenster an der Nordseite

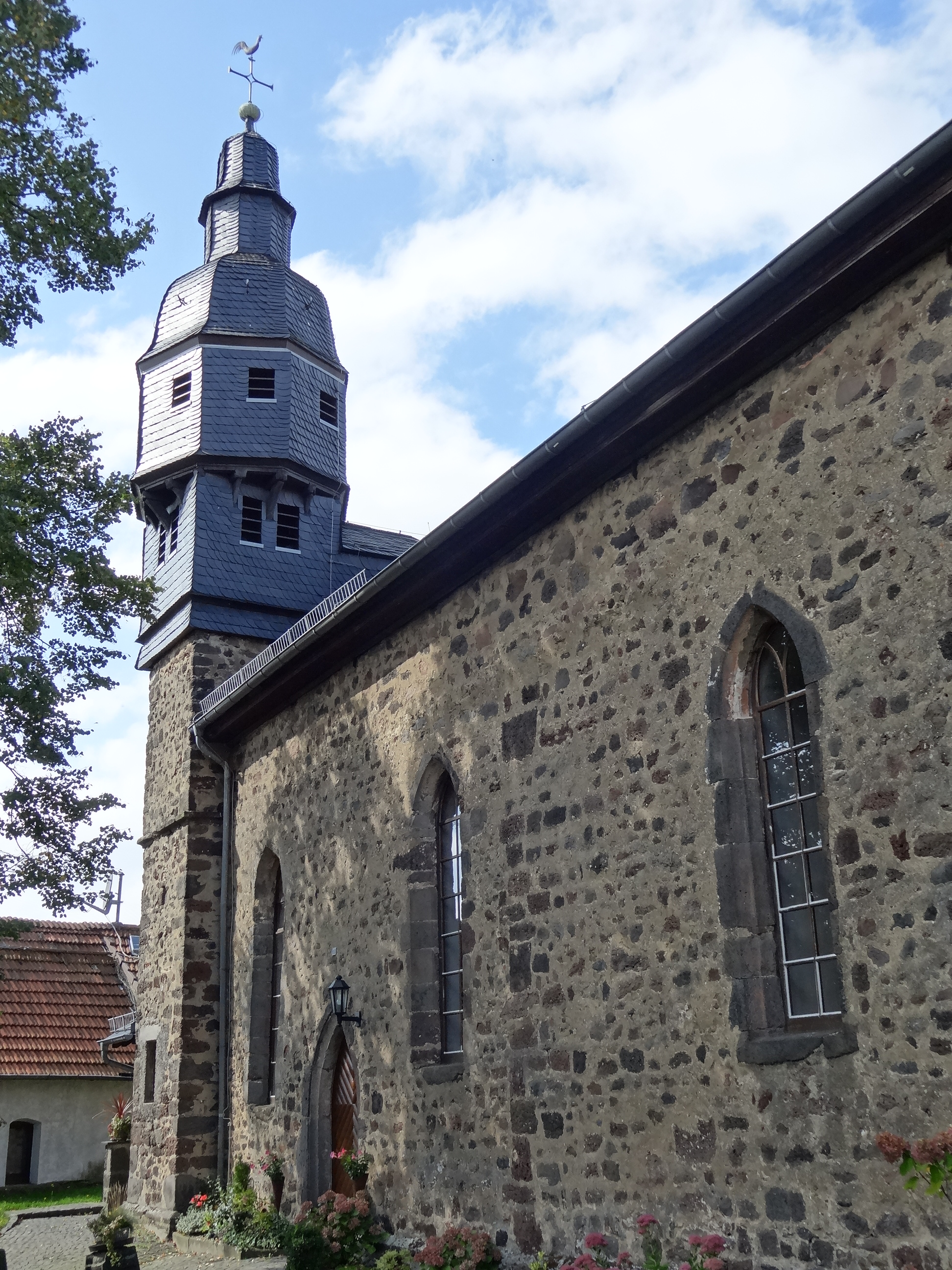
Eckquaderung inmitten der Südwand

Die nur ungefähr geostete Kirche ist erhöht im Nordwesten des alten Ortskerns aus Bruchsteinmauerwerk inmitten einer ovalen Mauereinfriedung errichtet.
Der schmale einschiffige Saalbau auf rechteckigem Grundriss mit geradem Ostabschluss hat ein Satteldach und an der Südwestseite einen kleinen Turm. Ältester Baukörper ist der Ostteil, der wenige Jahrzehnte später um den Westteil erweitert wurde. Hierauf weist die Baufuge in der Mitte der Langseite, die die ursprüngliche Eckquaderung erkennen lässt. Eine Ecksäule in der Nordostecke mit einem Kapitell, das mit Blattknospen belegt ist, und ein vor der Kirche liegender Schlussstein zeugen von der ursprünglichen Einwölbung mindestens des Ostteils. Der Gewölbeschlussstein ist mit einer stilisierten Rose, einem bekannten Symbol für Maria, belegt. Das spitzbogige Südportal mit Gewände mit Kehle stammt noch aus der Erbauungszeit der Kirche, ebenso ein spitzbogiges Schlitzfenster in der nördlichen Wand (0,15 Meter breit, 1,45 Meter hoch). In der östlichen Nordwand ist ein rechteckiges Fenster eingelassen. Die drei größeren spitzbogigen Südfenster und das baugleiche Ostfenster wurden in spätgotischer Zeit eingebrochen. Das ursprüngliche Maßwerk ist nicht erhalten. Der westlichen Giebelseite ist ein kleiner moderner Anbau vorgelagert.
Der schlanke Kirchturm aus Bruchsteinmauerwerk auf quadratischem Grundriss von 2,25 Meter Länge und nur 0,50 Meter Mauerstärke steht ungewöhnlicherweise an der Südwestecke. Er wird durch ein Gesims unterhalb der Traufe des Schiffs in zwei unterschiedlich hohe Geschosse gegliedert. Der verschieferte, hölzerne Helmaufbau ist dreigeschossig. Über einem kubusförmigen Geschoss aus verschiefertem Fachwerk erhebt sich die achtseitige Glockenstube mit kleinen flachbogigen Schalllöchern. Sie beherbergt ein bronzenes Dreiergeläut im Gloria-Motiv. Zwei Glocken cis2 und dis2 datieren von 1951, eine dritte Glocke fis2 wurde 1783 von Johann Philipp und Peter Bach in Hungen gegossen. Dem geschweiften Dach ist eine Laterne mit welscher Haube aufgesetzt. Den krönenden Abschluss bildet ein Turmknauf mit Kreuz und Wetterhahn.

## Ausstattung

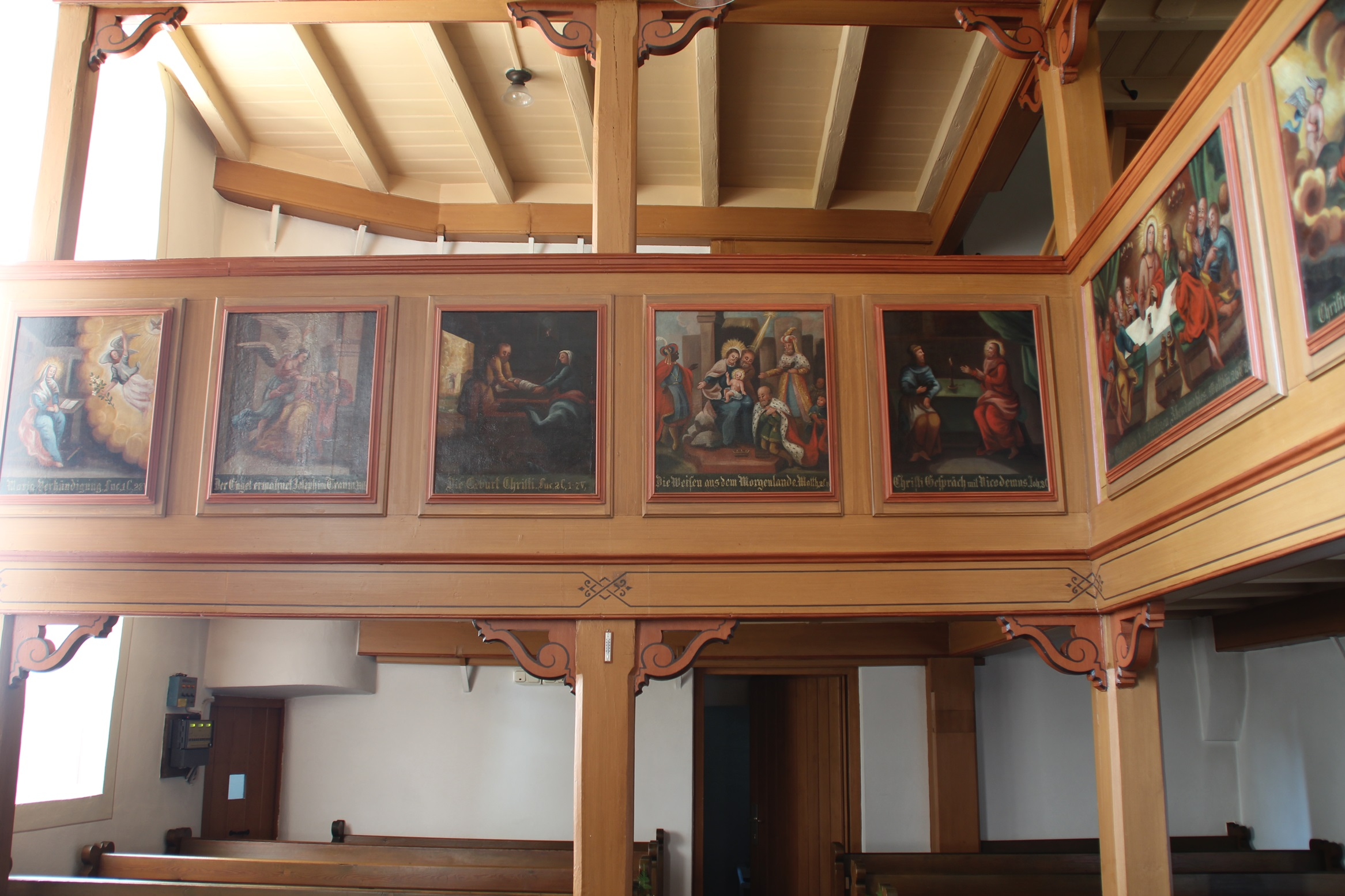
Emporenbilder von 1780

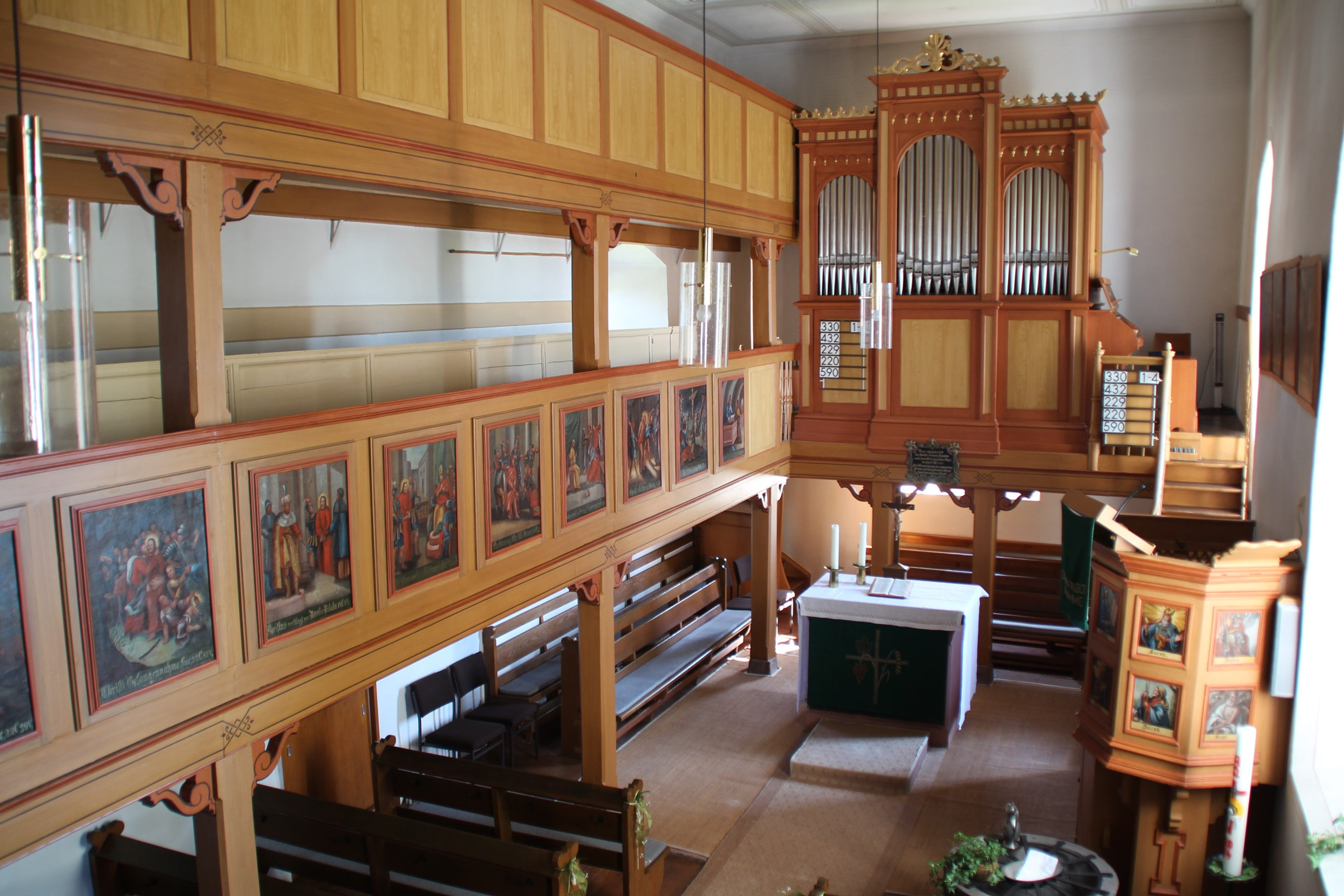
Blick in den Innenraum Richtung Nordosten

Der Innenraum wird von einer Flachdecke aus dem Jahr 1638 abgeschlossen, die in Kassetten gegliedert ist. Die Brauntöne der hölzernen Einrichtungsgegenstände gehen auf die farbliche Fassung von 1886 zurück.
Die zweigeschossigen Emporen an der Nord- und Westseite ruhen auf viereckigen Holzpfosten mit geschwungenen Bügen. Die untere Empore hat in den Brüstungsfüllungen 15 Gemälde von 1780 mit Darstellungen aus dem Leben Jesu, die wahrscheinlich von Daniel Hisgen stammen. Seit der letzten Innenrenovierung 1993–1995 sind die Bilder mit den vier Evangelisten, die vorher an der Emporenbrüstung angebracht waren, über der Kanzel aufgehängt. Die obere Empore wurde 1885/1886 eingebaut und blieb ohne Brüstungsbilder. Die Ostempore dient als Aufstellungsort für die Orgel.
Die um 1700 geschaffene polygonale Kanzel wird oben und unten durch profilierte Kranzgesimse abgeschlossen. Sie weist in den Füllungen acht kleine, quadratische Ölbilder mit alttestamentlichen Figuren auf, die derselben Hand wie die Emporenbilder zuzuschreiben sind. Es handelt sich um die Glaubensgestalten Noah, Hiob, Abraham, Isaak, Jakob, Mose, Aaron und Josua. Den Zugang zur Kanzel ermöglicht ein hölzerner Pfarrstuhl mit durchbrochenem Rautenwerk. Über dem Südportal hängt ein Bild des Malers Christian Rühl (1914–2003) aus Burkhardsfelden, das Christus zeigt, der sein Kreuz nach Golgota trägt.
Ältester Einrichtungsgegenstand ist das romanische Taufbecken aus Lungstein mit Taustab und zwölf Blenden mit Rundbögen. Der obere Durchmesser beträgt 0,88 Meter, der untere 0,65 Meter, die Beckentiefe 0,40 Meter. Der steinerne Opferstock ist achtseitig. Der Blockaltar verfügt noch über seine mittelalterliche Platte. Eine Gedenkplatte, die von Weinranken und Trauben umgeben ist, an der Emporenbrüstung über dem Altar erinnert an die Renovierung des Gotteshauses im Jahre 1886 und die neue Orgel, die auf der Ostempore ihren Platz fand. Zwölf geschnitzte Altarfiguren, die ursprünglich ein Retabel verzierten, wurden im 19. Jahrhundert verkauft und gelangten möglicherweise ins Oberhessische Museum.

## Orgel

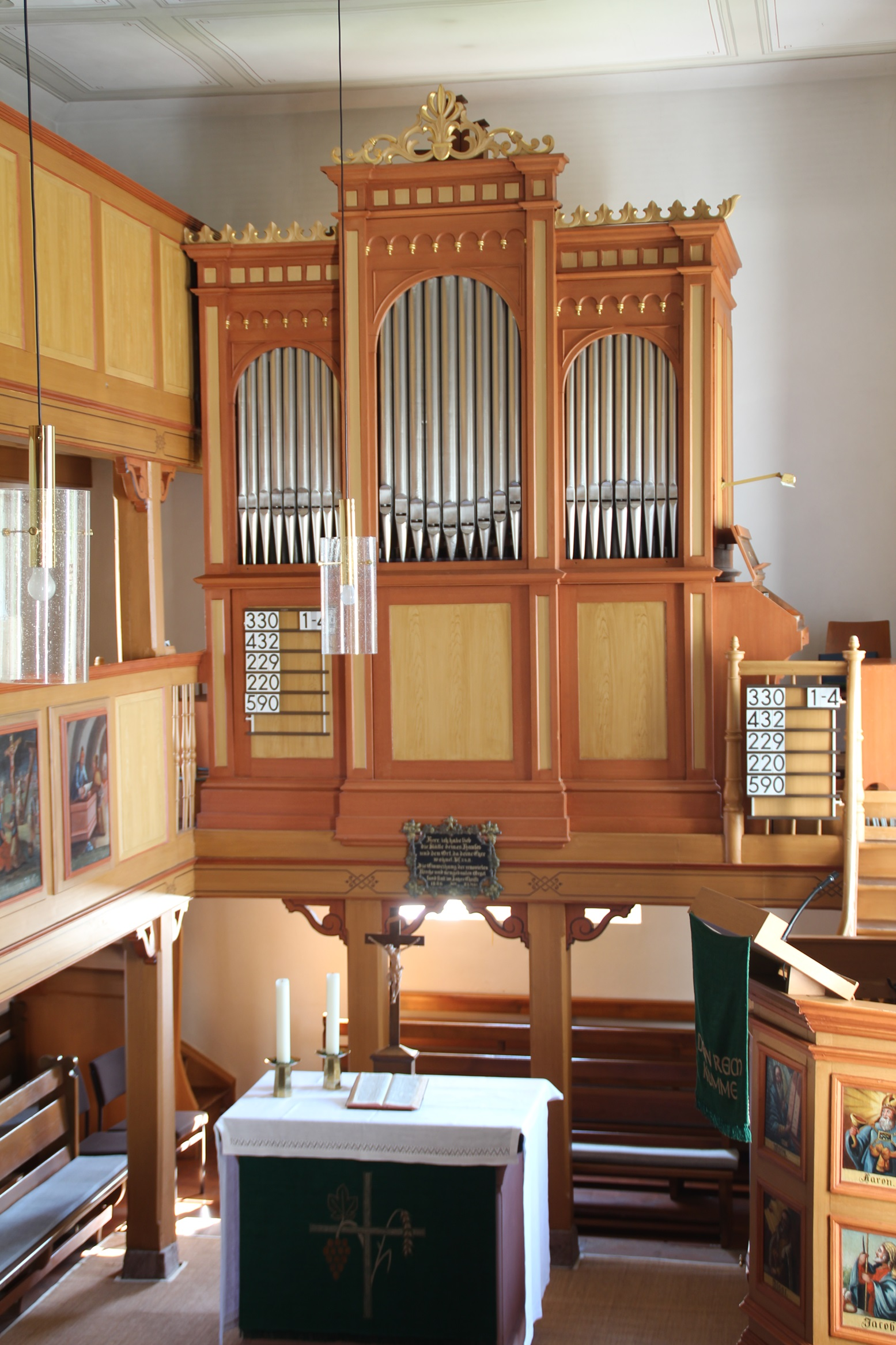
Bernhard-Orgel von 1886

Im Jahr 1725 erhielt die Kirche eine neue Orgel auf der Ostempore. Johann Georg Förster führte 1842 eine Reparatur durch. Die Gebrüder Bernhard bauten 1886 ein neues Werk mit sieben Registern auf mechanischen Kegelladen. Das einmanualige Instrument ist seitenspielig, der Prospekt neuromanisch und wird durch Pilaster in drei Felder gegliedert. Das mittlere Rundbogenfeld ist überhöht und wird von Rankenwerk bekrönt, die flankierenden Felder haben einen Fries aus stilisierten Lilien. 1959 baute Förster & Nicolaus Orgelbau die Gambe 8′ durch Kürzung der Pfeifen in einen Principal 2′ um. Ansonsten ist das Instrument im ursprünglichen Zustand. Die Disposition lautet wie folgt:
| I Manual C–f3        |       |
| Principal            | 8′    |
| Bourdon              | 8′    |
| Salicional           | 8′    |
| Octav                | 4′    |
| Principal            | 2′    |
| Progressio harmonica | 2 ⁄3′ |

| Pedal C–c1 |     |
| Subbass    | 16′ |

- Koppeln: I/P
- Spielhilfen: Tutti als Fußhebel